# Friedrich August von Graevenitz
Friedrich August von Graevenitz (* 21. April 1730; † 6. Juni 1809 auf Gut Rostersdorf im Landkreis Wohlau, Provinz Schlesien) war ein preußischer General der Infanterie und Chef des gleichnamigen Infanterieregiments.

## Leben
Seine Eltern waren Hans Friedrich Wilhelm von Graevenitz (1689–1746), preußischer Oberst sowie Kommandeur des Regiments „Walrave“ und dessen Ehefrau Helene Maria, geborene Hochklimmern († 1744), die er 1717 geheiratet hatte. Der Generalmajor Georg von Graevenitz war sein Bruder.

### Militärkarriere
Im Jahr 1745 kam Graevenitz als Fahnenjunker in das Regiment „Borke“. Im gleichen Jahr nahm er an den Schlachten von Groß-Jägersdorf und Hohenfriedberg und Soor teil. Nach der ersten Schlacht wurde er Fähnrich und nach der zweiten Leutnant. Im Jahr 1752 wurde er als Leutnant auf Werbung geschickt. Er nutzte die Gelegenheit, sich umfassend weiter zu bilden. Dazu gehörte nicht nur die militärische Literatur, sondern auch die Werke der Dichtkunst, von denen er einige selbst verfasste.
Mit Beginn des Siebenjährigen Krieges wurde er in das Regiment „Schulze“ versetzt. Das Regiment kam zur Armee des Feldmarschalls Kurt Christoph von Schwerin nach Böhmen. Der Feldmarschall benutzte einige fähige Offiziere für spezielle Aufgaben, darunter war auch Graevenitz. Nach Beendigung der Aufträge wurde er Generaladjutant bei General Schulze. Nachdem der General in der Schlacht bei Breslau gefallen war, wurde er Generaladjutant von General Knobloch. Während der Kämpfe im Gefecht von Maxen geriet er in Gefangenschaft. In seiner achttägigen Gefangenschaft war er regelmäßiger Gast an der Tafel des Herzogs von Zweibrücken, dem Kommandeur der kaiserlichen Truppen, der die guten technischen Kenntnisse und Umgangsformen seines unfreiwilligen Gastes schätzte. Prinz Heinrich von Preußen schickte dem Herzog von Zweibrücken eine Liste möglicher Austauschkandinaten und so kam auch Graevenitz schnell wieder frei. Obwohl er nur Leutnant war, schickte man ihn mit einem Hauptmann als Begleitung nach Dresden.
Während das Regiment 1758/59 in den Winterquartieren lag, korrespondierte er mit dem Offizier und Dichter Heinrich von Kleist.
Im Jahr 1759 kämpft er bei Saalfeld und beim Vorstoß des Generals Knobloch bei Lobenstein und Steinwiese. In der Schlacht bei Kunersdorf wurde er verwundet. Er kam zusammen mit General Knobloch, der ein Auge verloren hatte, nach Stettin. Danach kehrt er zur Armee zurück. Dann kam er zum Stab von Friedrich II., dem König von Preußen, und erhielt seine Beförderung zum Hauptmann. Im Januar 1760 erhielt er vom König die Aufgabe, in Breslau das Regiment mit Genesenen und Rekruten wieder aufzufüllen. In der nachfolgenden Belagerung von Breslau leistete das Regiment gute Dienste. Nach der Schlacht bei Liegnitz (1760) ging das Regiment im Schlesischen Gebirge in die Winterquartiere.
Im Kriegsjahr 1761 kam das Regiment zum Korps des Generals Platen. Im September des Jahres machte es einen Vorstoß nach Polen, um dort Vorräte der russischen Armee zu zerstören. Graevenitz kämpfte bei Kloster Gröstin, wo eine große russische Wagenburg erobert werden konnte. Danach marschierte es über Landsberg an der Warthe zu den Entsatztruppen in Richtung Kolberg. Es stand im Gefecht bei Spie und kam in das befestigte Lager des Korps von Herzog Friedrich Eugen von Württemberg. Von dort sollte Nachschub von Stettin nach Kolberg kommen. Das Korps Platen sollten dabei den Weg sichern und das Regiment Knobloch war in Neumühle und Treptow stationiert. Die Stadt wurde von den Russen eingeschlossen und musste sich ergeben, nachdem die Munition ausgegangen war. Es wurde in Preußen interniert, aber nach dem Tod der Zarin Elisabeth wurde es nach Breslau entlassen. Kurz danach wurde es zur Belagerung von Schweidnitz abgezogen. Im Jahr 1763 nach dem Frieden von Hubertusburg erhielt Graevenitz dann seine eigene Kompanie.
Im Jahr 1775 wurde er Major. Im Bayerischen Erbfolgekrieg wurde er Kommandant von Troppau. Er wurde Oberstleutnant und 1785 als Kommandeur in das Regiment „Prinz Heinrich“ versetzt. Nach der Inspizierung des Regiments im Jahr 1786 durch König Friedrich II., war dieser so zufrieden, dass er Graevenitz 2000 Taler schenkte. Im Jahr 1790 war er Oberst und kommandierte ein Korps von 6000 Mann im Glatzer Gebirge. Im Jahr 1791 erhielt er von Friedrich Wilhelm II. den Orden Pour le Mérite. Im Jahr darauf wurde er Generalmajor und erhielt das Regiment „Eckartsberg“, zugleich erhielt er die Inspektion Ansbach-Bayreuth.
Mit dem Ersten Koalitionskrieg marschierte der französische General Custine in Deutschland ein. Nach der Eroberung von Frankfurt am Main durch die Preußen, wurde danach auch Mainz eingeschlossen. Nach ihrer Eroberung wurde Graevenitz Kommandant der Festung Mainz. Seine Bitte, wieder zur Feldarmee versetzt zu werden, wurde vom König abschlägig beschieden und er kam wieder nach Ansbach-Bayreuth. Nach dem Basler Frieden von 1795 erhielt er das neuerrichtete Regiment Nr. 57 in Glogau und dazu die südpreußische Inspektion. Nachfolgend bildete er seine Truppen aus und nahm an zahlreichen Manövern teil, wo sie sich ausgezeichnet schlugen. Der Fürst von Hohenlohe war sehr beeindruckt und so auch der König. So bekam Graevenitz den Roten Adlerorden, wurde Generalleutnant und erhielt 1804 auch noch den Schwarzen Adlerorden. 1805 sicherte Graevenitz die preußische Grenzen gegen die Russen in Südpreußen. Als die Franzosen 1805 nach Thüringen und Sachsen vorrückten, wollte auch Graevenitz gegen sie vorrücken, was vom König mit Rücksicht auf Graevenitz' Alter abgelehnt wurde. Er wurde im Mai 1806 mit einer Pension von 2000 Talern und der Ernennung zum General der Infanterie entlassen.
Er zog sich danach auf sein Gut Rostersdorf zurück. Als der Vierte Koalitionskrieg ausbrach, wandte er sich an den Kommandanten von Glogau, um seine Hilfe anzubieten. Aber der König verhinderte, dass er wieder zur Armee ging. So starb er 1809 auf seinem Gut.

### Familie
Er war seit 1764 mit Juliane Friederike von Grawert († Dezember 1807) verheiratet. Sie war die Schwester des Generals Julius von Grawert. Er hatte mit ihr folgende Kinder:
- Ludwig (starb jung)
- Ferdinand (1766–1846), Regierungsrat ⚭ 1797 Eleonore von Vietinghoff genannt Scheel (1773–1864)
- Heinrich (1771–1823), preußischer Sekondeleutnant
- Julie (1778–1816) ⚭ 1801 Meckel von Hemsbach, Kammerrat
- Wilhelm (1780–1849), preußischer Generalmajor

⚭ 12. März 1804 Friederike von Falkenhausen aus dem Hause Wald (1783–1823)
⚭ 31. Mai 1825 Bertha Schmeling (1804–1882)
- Friederike (1783–1820)

⚭ 24. April 1799 Julius Graf von Nayhauß und Cormons († 1814)
⚭ NN von Montowt, preußischer Major
- Sophie (1786–1837) ⚭ Ernst von Bieberstein, preußischer Oberst
- Gustav (1782–1815), preußischer Sekondeleutnant